# Pomoxis annularis

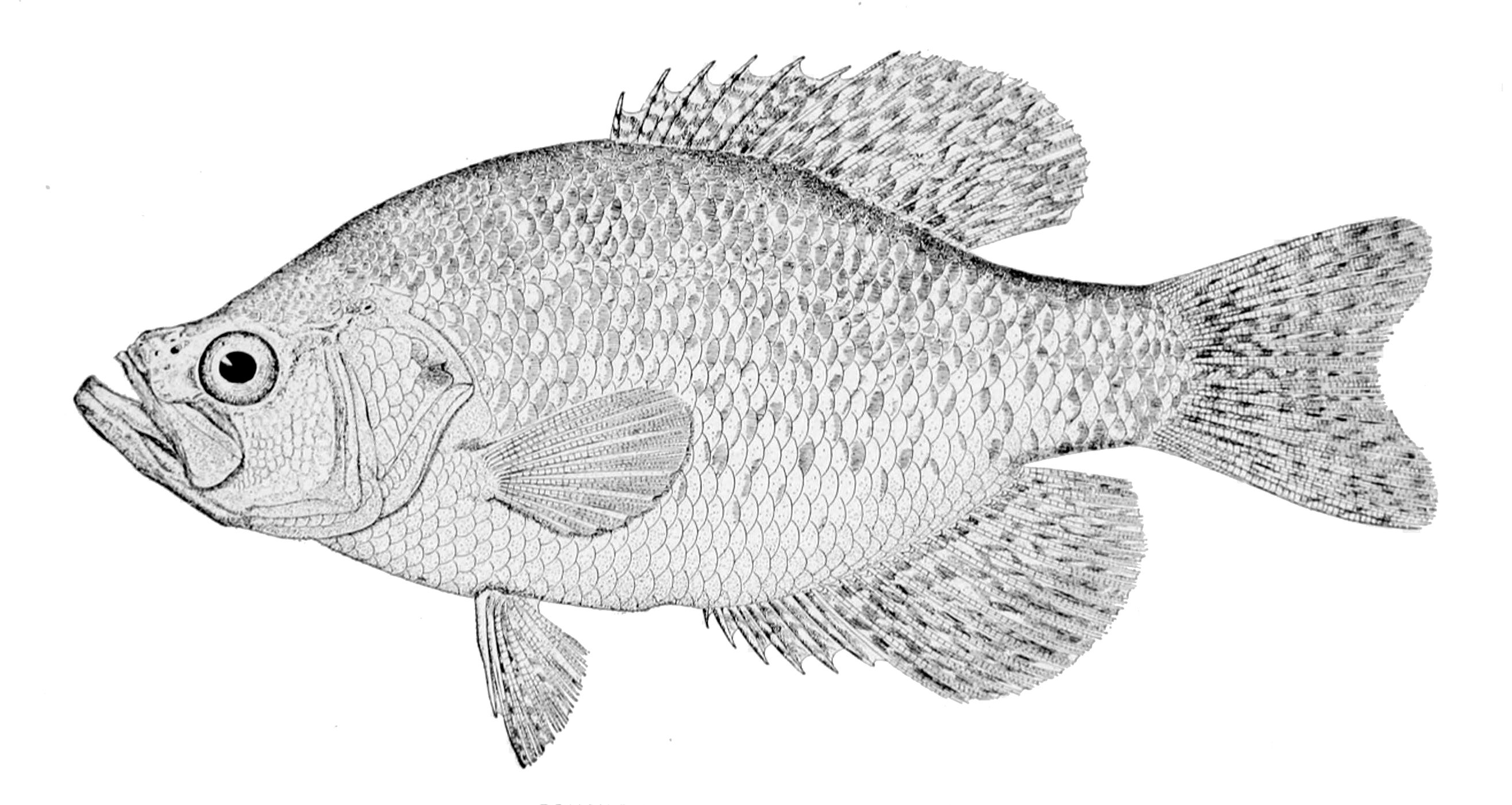
Dibuix de 1910

Pomoxis annularis és una espècie de peix pertanyent a la família dels centràrquids.

## Descripció
- Pot arribar a fer 53 cm de llargària màxima (normalment, en fa 25) i 2.350 g de pes.[2][3][4][5]

## Alimentació
Els adults mengen peixos, mentre que els joves es nodreixen de petits invertebrats (com ara, microcrustacis i insectes petits).

## Depredadors
Als Estats Units és depredat pel lluç de riu (Esox lucius) i el luci masquinongi (Esox masquinongy).

## Hàbitat
És un peix d'aigua dolça, demersal i de clima temperat (40°N-35°N).

## Distribució geogràfica
Es troba a Nord-amèrica: des de les conques dels Grans Llacs d'Amèrica del Nord, la badia de Hudson i el riu Mississipi fins a Minnesota, Dakota del Sud i el golf de Mèxic. També és present a les conques del golf de Mèxic des de la badia de Mobile (Geòrgia i Alabama) fins al riu Nueces (Texas). Ha estat introduït a Panamà i Mèxic (entre els anys 1950 i 1959).

## Longevitat
La seua esperança de vida és de 10 anys.

## Observacions
És inofensiu per als humans.